# Landgraaf
Landgraaf (anhörenⓘ, in den örtlichen südniederfränkischen und ripuarischen Dialekten: Lankgraaf) ist eine Gemeinde im Südosten der Niederlande und liegt in der Provinz Limburg. Sie hat 36.850 Einwohner (Stand 1. Januar 2025) und umfasst eine Fläche von insgesamt 24,67 km², davon 0,09 km² Gewässer.

## Name
Der Ortsname Landgraaf hat nichts mit einer etwaigen Grafschaft oder einem Grafengeschlecht zu tun. Der Name wurde 1981 für die aus den drei Altgemeinden (Schaesberg, Ubach over Worms und Nieuwenhagen) entstehende Gemeinde gewählt, weil im Gemeindegebiet ein kilometerlanger Ringwall mit einer Landwehr, „Landgraaf“ (Landgraben) genannt, nachgewiesen wurde. Ursprung und Nutzung des Grabens sind nicht bekannt. Einige vermuten eine Herkunft aus vorgeschichtlicher Zeit und berufen sich auf die Urnenfunde in der näheren Umgebung. Andere vermuten einen Bau im Mittelalter, vergleichbar mit den Landwehren des Herzogtums Jülich und dem Aachener Landgraben des ehemaligen Aachener Reiches.
Das Gebiet der heutigen Gemeinde Landgraaf gehörte im Mittelalter zum Herzogtum Brabant, die über Jahrhunderte mit den Jülichern verfeindet waren.

## Geschichte
Die Gemeinde Landgraaf entstand am 1. Januar 1982 aus einer Fusion zwischen den vormals selbständigen Gemeinden Nieuwenhagen, Ubach over Worms und Schaesberg. Weitere untergeordnete Ortsteile sind Rimburg, Waubach, Abdissenbosch, Groenstraat und Leenhof. Mit städtebaulichen Mitteln wurde zwischen den alten Siedlungskernen ein neues, als gemeinsames Stadtzentrum gedachtes, Viertel (Op de Kamp) mit Geschäften, Büros, Wohnungen, öffentlichen und karitativen Einrichtungen, Schulen usw. gebaut. Außerdem wurde neben der sozialen auch die Versorgungsinfrastruktur hierdurch deutlich aufgewertet. In Abdissenbosch befindet sich ein Gewerbegebiet, desgleichen in Schaesberg (Industrieterrein Strijthagen). Letzteres ist in räumlicher Nähe der und zur Schaffung von Ersatzindustrien und mithin Ersatzarbeitsplätzen für die Ende der 1960er bis Anfang der 1970er Jahre geschlossenen Bergwerke Oranje Nassau 1, Schaesberg, Wilhelmina, Terwinselen, und Laura, Eygelshoven.
Auf eine keltische Besiedlung weisen in dem Umfeld des Landgraben entdeckte prähistorische Urnenfelder und Hügelgräber hin.
Eine römerzeitliche Besiedlung gilt als gesichert, denn in der Römerzeit verlief die für Handel und die Versorgung römischer Legionen bedeutsame Heerstraße aus Flandern über Tongern-Heerlen-Köln, die Via Belgica, durch das Gebiet der heutigen Gemeinde, wo nahe Rimburg die Wurm überquert wurde.
Um 1100 werden hier unter anderem in der mittelalterlichen Chronik des Klosters Rolduc (Annales Rodenses) diverse Bauernhöfe und Weiler erwähnt. Auch ein lebhaftes und für die Region damals bedeutendes Töpferhandwerk wird für diese Zeit im heutigen Ortsbereich belegt.
Nach dem Westfälischen Frieden im Jahre 1648 kam der Ortsteil Nieuwenhagen zur Republik der Vereinigten Niederlande.; der übrige Bereich gehörte als Teil der katholische Partage der „Landen van Overmaas“ (rechts der Maas) zu den Spanischen Niederlanden und kam 1713 nach dem Frieden von Utrecht an die Österreichischen Niederlande.

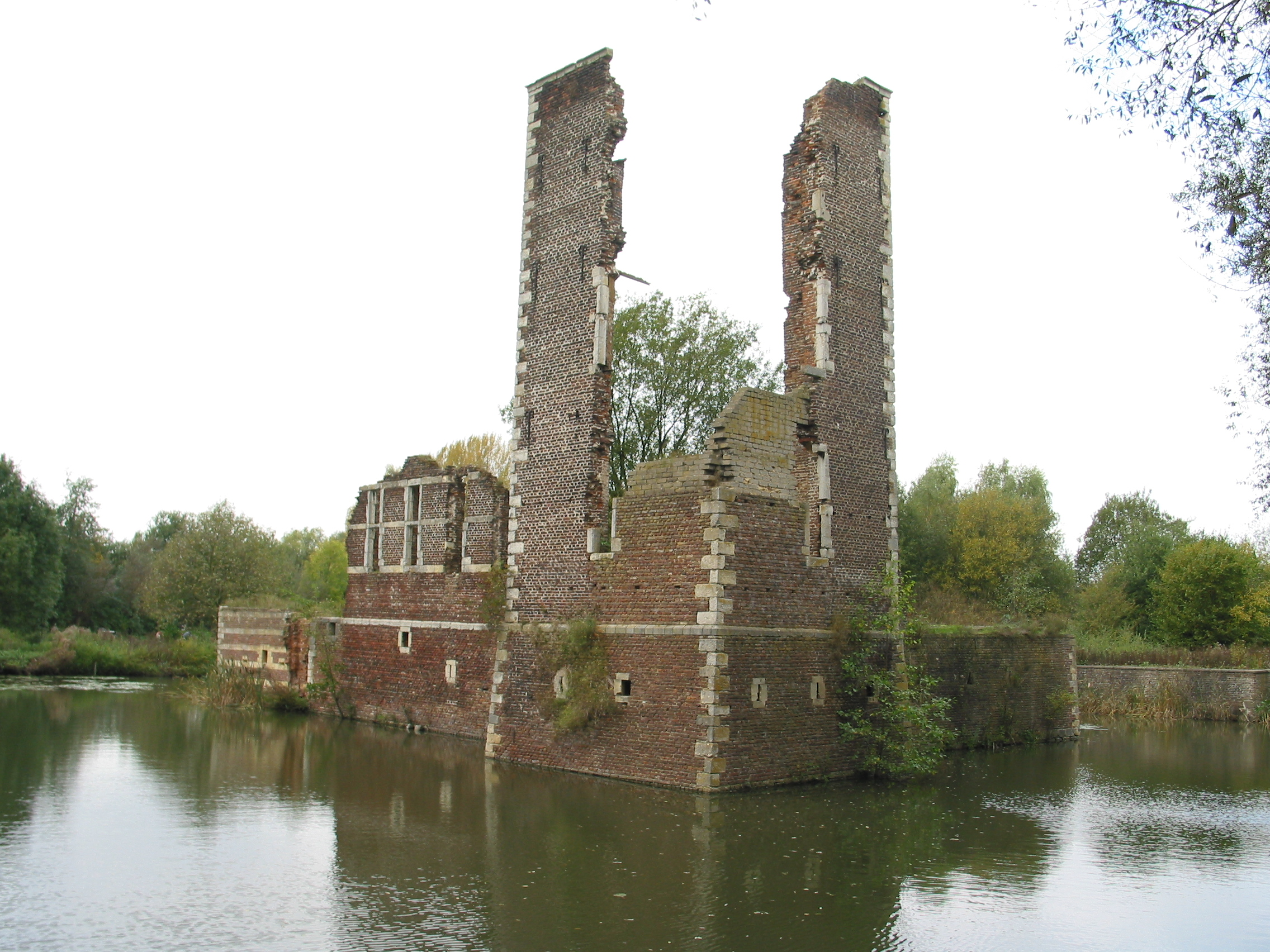
Die Ruine des Schlosses Schaesberg

Im 17. Jahrhundert, erlebte das später verfallene Schloss Schaesberg seine Blüte. Ein Jahrhundert später hatte die Region zwischen Rhein und Maas unter Räuberbanden zu leiden. Während weiter südlich der Schinderhannes sein Unwesen trieb, traten hier die so genannten Bokkenrijders (Bockreiter) im Grenzgebiet zwischen dem Herzogtum Jülich und den „Landen van Overmaas“ auf. Davon waren auch die damaligen Ortskerne Rimburg, Waubach und Scheidt des heutigen Landgraaf betroffen. Im Schloss Schaesberg waren Bockreiter eingekerkert und hier soll das niederländische Bockreiterlied geschrieben worden sein.
1792, für kurze Zeit, und erneut 1794 wurde das Gebiet durch die Truppen Napoleons besetzt. Um 1800 wurde die französische Gemeindeordnung eingeführt. In dieser Zeit entstanden die Gemeinden Schaesberg, Ubach over Worms und Nieuwenhagen.
Nach der französischen Besatzung 1794 bis 1814 und dem Wiener Kongress 1815 kam der größte Teil des heutigen Landgraaf zum Königreich der Niederlande, die Bürgermeisterei Rimburg wurde geteilt. Das Gebiet östlich der Wurm kam an Preußen, westlich der Wurm an die Niederlande. Die meisten Einwohner Rimburgs wurden Niederländer, aber das Schloss preußisch. Beide Gemeinden Rimburg überlebten das 19. Jahrhundert nicht. Zwischen 1831 und 1839 gehörte Landgraaf vorübergehend zum nach Unabhängigkeit strebenden und neu entstandenen Königreich Belgien, das weite Teile der ehemaligen spanischen beziehungsweise österreichischen Niederlande umfasst. Ab 1839 bis 1867 wurde die niederländische Provinz Limburg ein Herzogtum und zusammen mit dem Großherzogtum Luxemburg ein Mitglied des Deutschen Bundes.

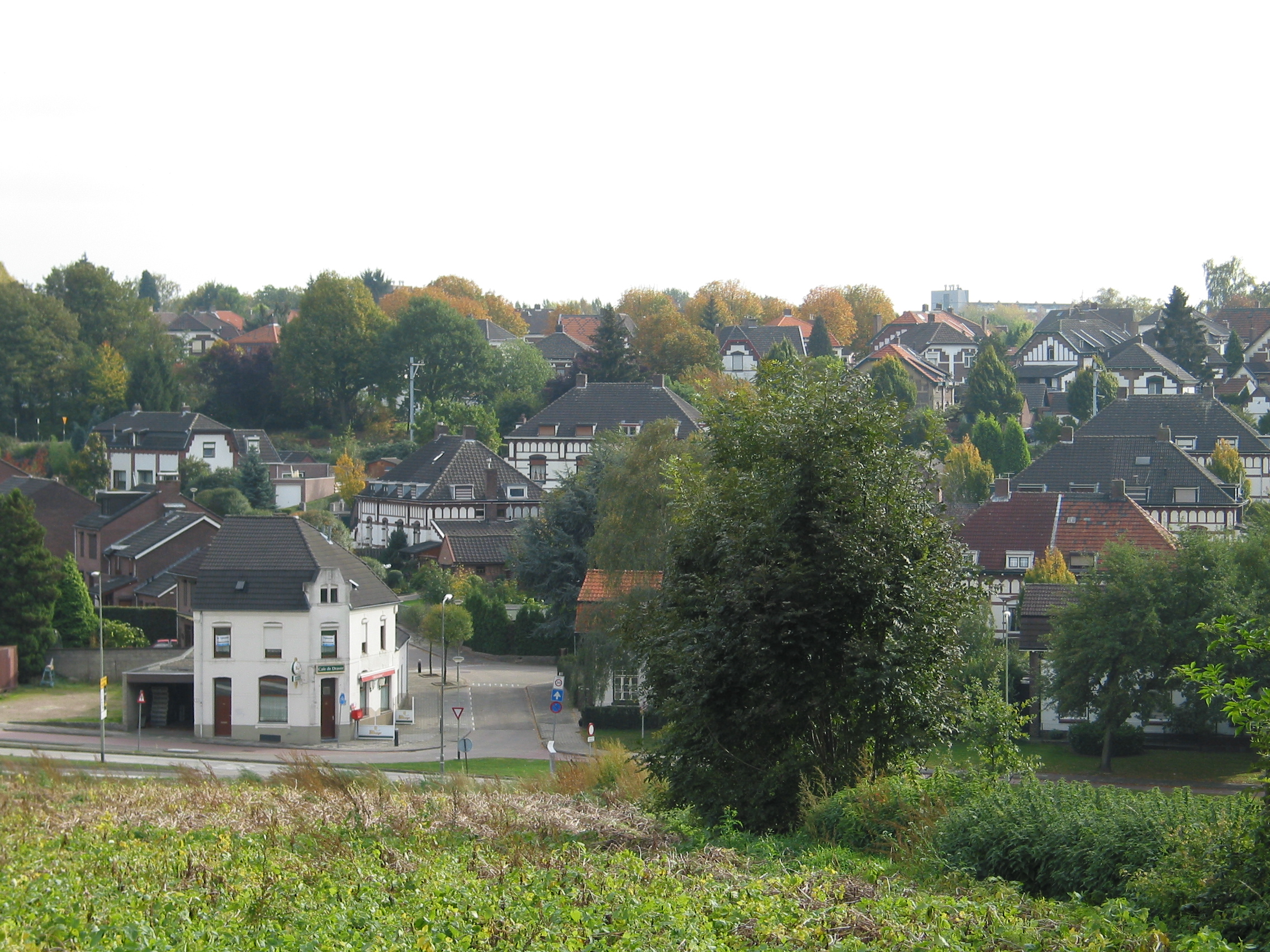
Zechenkolonie Schaesberg-Leenhof nach der Sanierung

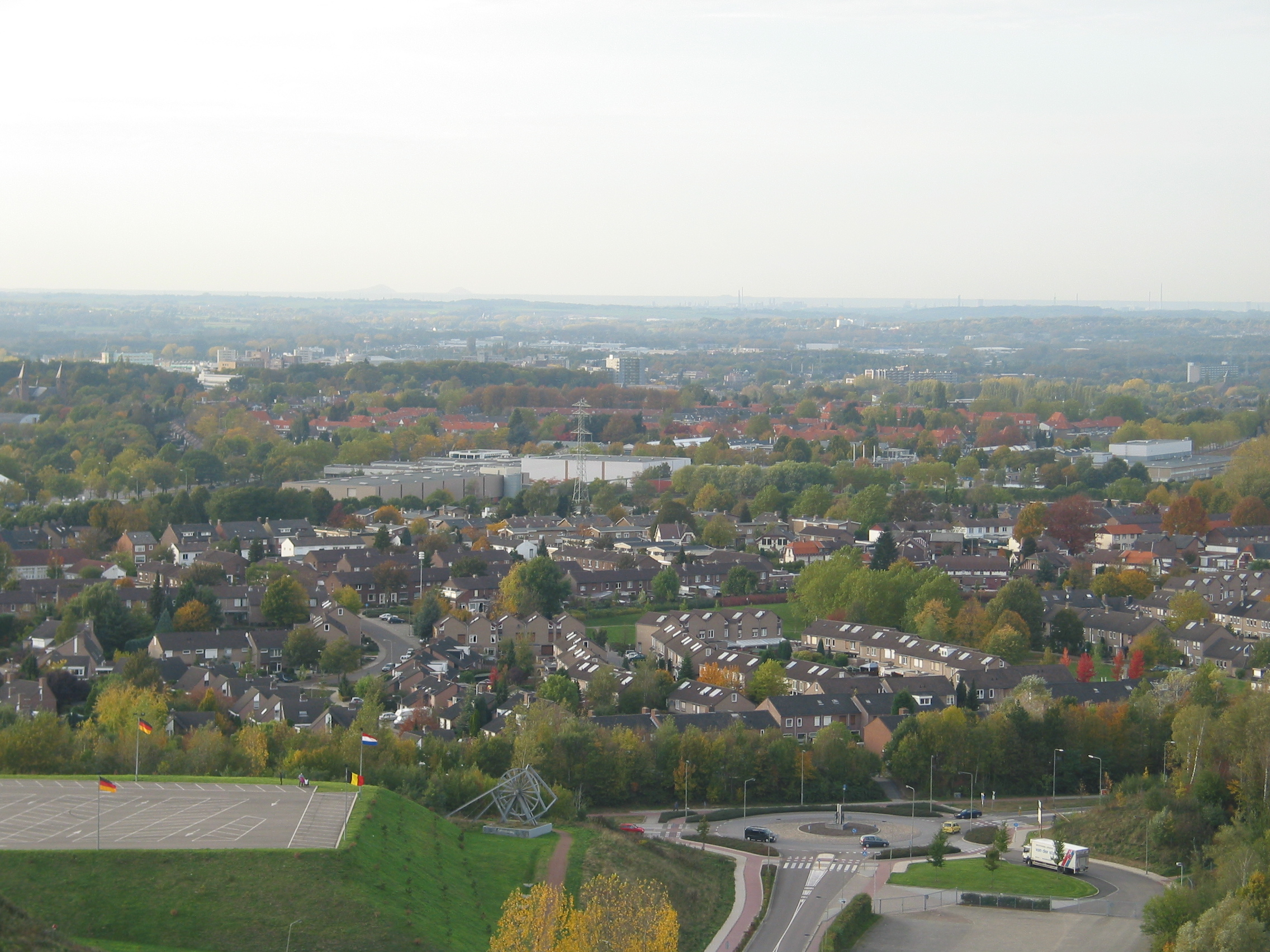
Landgraaf, Stadtteil Eikske; die Bergarbeitersiedlungen sind deutlich zu erkennen

Seit 1895 kam der Steinkohlenbergbau auf und bewirkte eine Zuwanderung von Bergarbeitern und Verwaltungspersonal aus dem In- und Ausland. Für die Bergleute wurden zunächst in Zechennähe neue Wohnviertel gebaut. Diese verschmolzen mit der Zeit mit den bestehenden agrarisch geprägten Dorfkernen, in denen jetzt zusehends Einrichtungen zur Deckung der Bedürfnisse der Bergarbeiter und ihrer Familien entstanden, darunter – wie in den meisten Bergbaugemeinden – auch eine Vielzahl von Gaststätten. Gleichwohl brachten die 1960er Jahre die Montankrise und als deren Folge die staatlich oktroyierte Schließung aller niederländischen Steinkohlebergwerke. Auch die einzige Zeche auf dem heutigen Gemeindegebiet, die Grube „Oranje-Nassau II“, musste 1971 ihren Betrieb einstellen. Und auch die Schließung der Bergwerke Wilhelmina (unweit der vorgenannten) in Kerkrade-Terwinselen sowie der Bergwerke in Eygelshoven, Brunssum und Heerlen, deren Belegschaften zum Teil in Landgraaf lebten, sorgten trotz erheblicher staatlicher Eingriffe zur Schaffung von Ersatzarbeitsplätzen in Folgeindustrien für einen über beinahe drei Jahrzehnte hinweg andauernden und offensichtliche soziale und existenzielle Nöte mit sich bringenden Strukturwandel.
Heute ist die Gemeinde Landgraaf Mitglied der Zweckgemeinschaft Parkstad Limburg, mit heterogener Gewerbestruktur und neuer Perspektive im Bereich Tourismus und Handel. Von der Ausrichtung auf den Tourismus profitieren insbesondere Natur und Kultur, beides zunehmend bedeutsame Qualitätsmerkmale Landgraafs. Darüber hinaus wird die Verkehrsinfrastruktur der Gemeinde seit einigen Jahren enorm verbessert, was sich insbesondere auf den Straßenbau und auf Fußgänger- und Radwege sehr positiv auswirkt.

## Geschichte der Ortsteile
Die folgende Tabelle gibt eine Übersicht über die Bevölkerung der einzelnen Ortsteile Landgraafs (Stand 1. Januar 2024):
| Offizieller Ortsname | Limburgischer Ortsname | Einwohner |
| -------------------- | ---------------------- | --------- |
| Schaesberg           | D'r Sjeet              | 15.925    |
| Nieuwenhagen         | Nuijenhage             | 9.300     |
| Ubach over Worms     | Ubach uever Worms      | 11.885    |

(Quelle: CBS)

### Ubach over Worms (Waubach)
Ubach (gelesen: Übach) over Worms, der östlichste der drei Ortskerne von Landgraaf, ist eine ehemals selbständige Gemeinde, bestehend aus den Dörfern und Weilern Waubach, Rimburg, Groenstraat, Lauradorp (bezeichnet nach der Zeche „Laura & Vereiniging“ zu Eygelshoven) sowie Abdissenbosch. Diese Gebiete gehörten bis um 1800 zum östlich der Wurm gelegenen deutschen Grenzort Übach (siehe Übach-Palenberg). Im Zuge der Einführung des französischen Kommunalsystems wurde aus den westlich der Wurm gelegenen Ortsteilen (Overworms Kwartier) die neue Gemeinde Ubach over Worms gebildet. Damit ist zugleich der Ortsname geklärt. Der neue Ort hatte mehrere Kerne und kein dominantes Zentrum. Dies blieb zum Teil so, nachdem die Gemeindeverwaltung im Ortsteil Waubach eingerichtet wurde.
Während vor allem die Ortsteile Waubach, Lauradorp und Groenstraat zu Arbeitersiedlungen der nahe gelegenen Eygelshovener Bergwerke „Laura & Vereiniging“ bzw. „Julia“ wurden und seither einen städtisch geprägten Charakter ausprägten, hat hingegen der Ortsteil Rimburg (inklusive Broekhuizen) trotz einiger Siedlungserweiterung seinen idyllischen, ländlichen Charakter weitgehend konservieren können.

### Nieuwenhagen
Der Ortsteil Nieuwenhagen ist etwa um das Jahr 1000 herum entstanden.

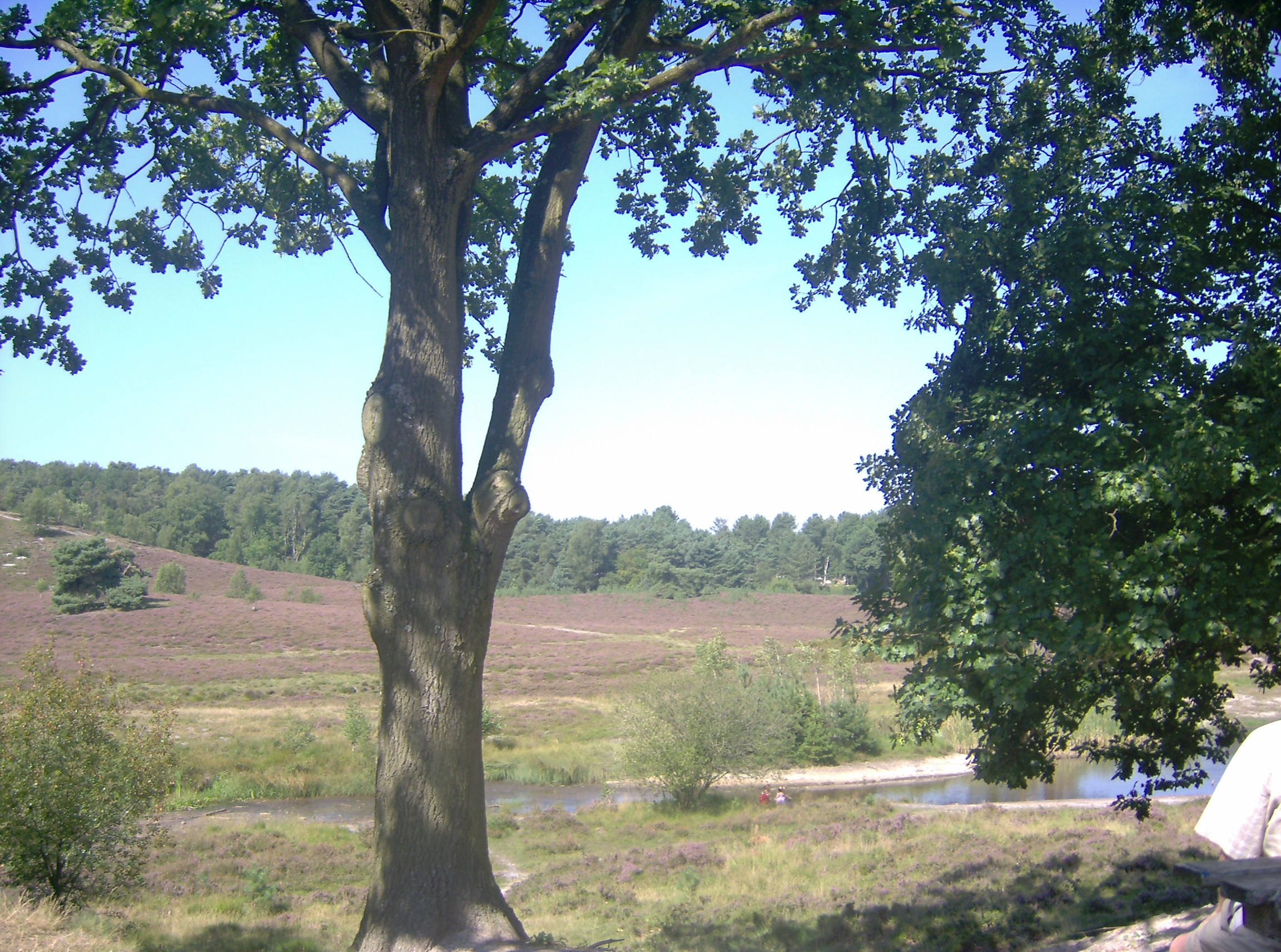
Brunssummerheide

Nieuwenhagen (limburgisch: Nuienhage) grenzt im Westen an die Brunssumer Heide, die heute ein Naturschutz- und Naherholungsgebiet ist und aus einer eiszeitlichen Dünenlandschaft und Maassedimenten entstand. Heute weist sie die typische Vegetation einer atlantischen Heide auf.
Der Name ist für 1213 erstmals urkundlich belegt aber verweist nicht nach ein Dorf oder eine Besitzung aber nach einer Person im Gefolge des Grafen Lothar von Hochstaden. Nach dem Achtzigjährigen Krieg gehörte Nieuwenhagen, anders als die umliegenden Dörfer, zur Republik der Vereinigten Niederlande, den so genannten Generalitätslanden. Sie bildete eine abhängige staatliche Enklave innerhalb des spanisch-habsburgischen Herrschaftsgebietes. Von Heerlen aus führte eine strategisch bedeutende Versorgungsachse zwischen Maastricht und dem Reichsgebiet. Als Pasweg ist dieser Transitweg heute noch in Landgraaf erhalten. Das denkmalgeschützte Spaans Kerkje (kleine spanische Kirche) und das benachbarte „Sjpaans Kentje“ (spanisches Eck) erinnern ebenfalls an diese Epoche.
1802 wurde auf Basis eines napoleonischen Dekrets die Gemeinde Niewenhagen gegründet. Zwischen 1830 und 1839 fiel die Gemeinde zeitweilig an Belgien, wie die umliegenden limburgischen Gebiete. Während des Zweiten Weltkrieges war Landgraaf von Mai 1940 bis September 1944 von Deutschen besetzt.
1982 ging Nieuwenhagen in der neuen Gemeinde Landgraaf auf.

### Schaesberg

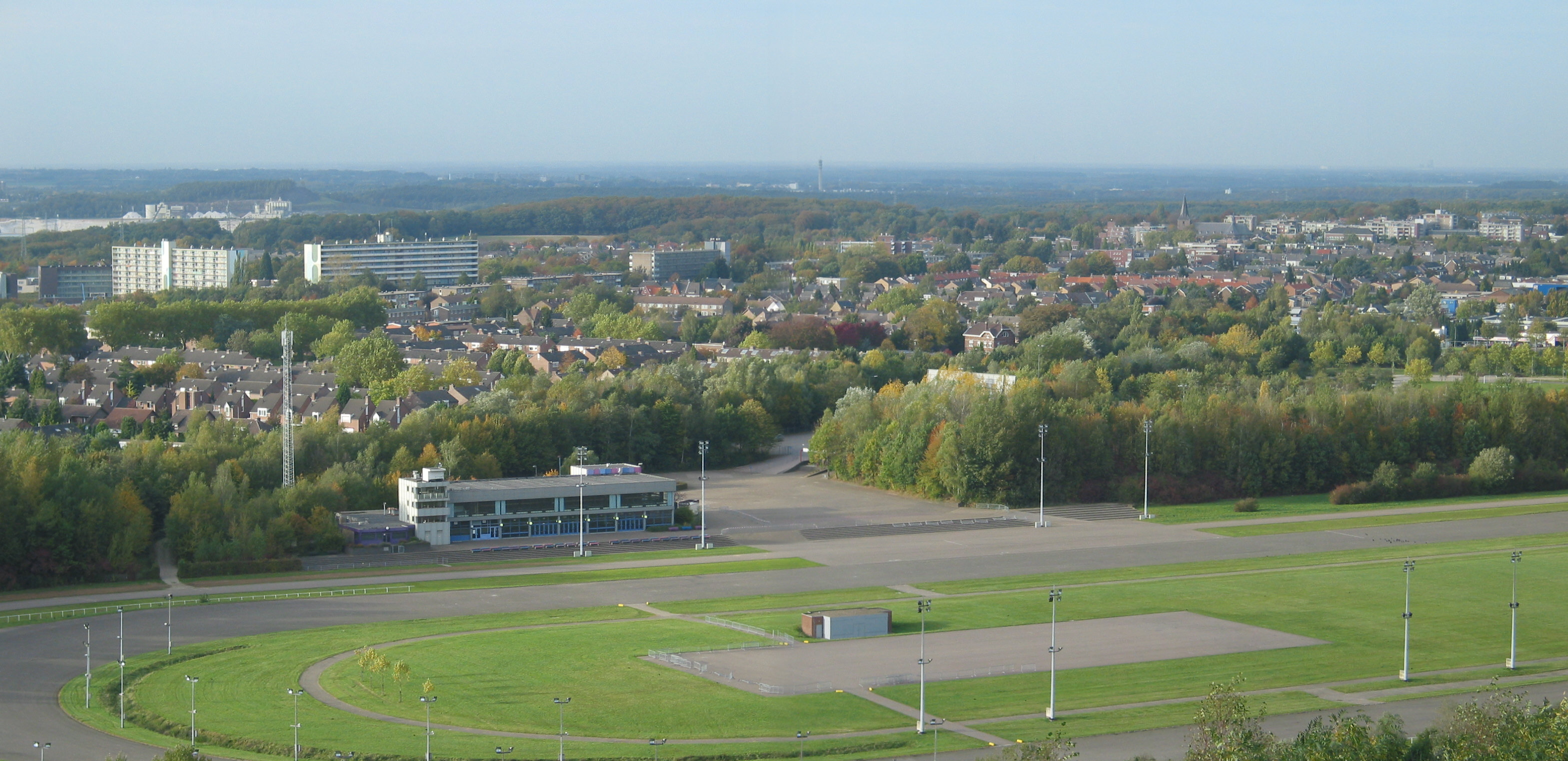
Schaesberg; im Vordergrund die Bergarbeitersiedlung, dahinter sozialer Wohnungsbau der 1960er – so genannte Flats

Zu Schaesberg (limburgisch: D'r Sjeet): 1571 wurde auf Schaesberger Gebiet das Hauptgebäude des im Maasländischen Barock ausgeführte Schloss Schaesberg errichtet. Heute ist der frühere Sitz der Herren zu Schaesberg eine Schlossruine, die vor der Zerstörung mit dem nahegelegenen Schloss Hoensbroek oder Schloss Amstenrade vergleichbar gewesen ist. Vorhergehende mittelalterliche Besiedlung ist nicht überliefert. Aus dem 17. Jahrhundert stammen zwei Kirchen in Schaesberg, wovon die Leenderkapel ein Zentrum der Marienverehrung ist.
Bemerkenswert ist die im Zuge des Bergbaus entstandene Bergarbeiterkolonie Leenhof, die zwischen 1914 und 1918 als Unterkunft für die Arbeiter der Zeche Oranje Nassau II errichtet wurde und einzigartig für die Niederlande ist, denn die Erbauer entwarfen sie im Lothringischen Stil.
Ebenfalls als Folge des Bergbaus entstand die Bahnstrecke Heerlen-Schaesberg-Kerkrade-Simpelveld. Ihr Beiname Miljoenenlijn zeugt von den seinerzeit exorbitanten Kosten dieses Projektes von bis zu einer Million Gulden pro Bahnkilometer. Die Strecke diente dem Güter- und (ab 1934) dem Personenverkehr. Hauptsächlich wurde Kohle zur Maas nach Maastricht und den Häfen am Julianakanal transportiert.

## Wirtschaft und Geographie

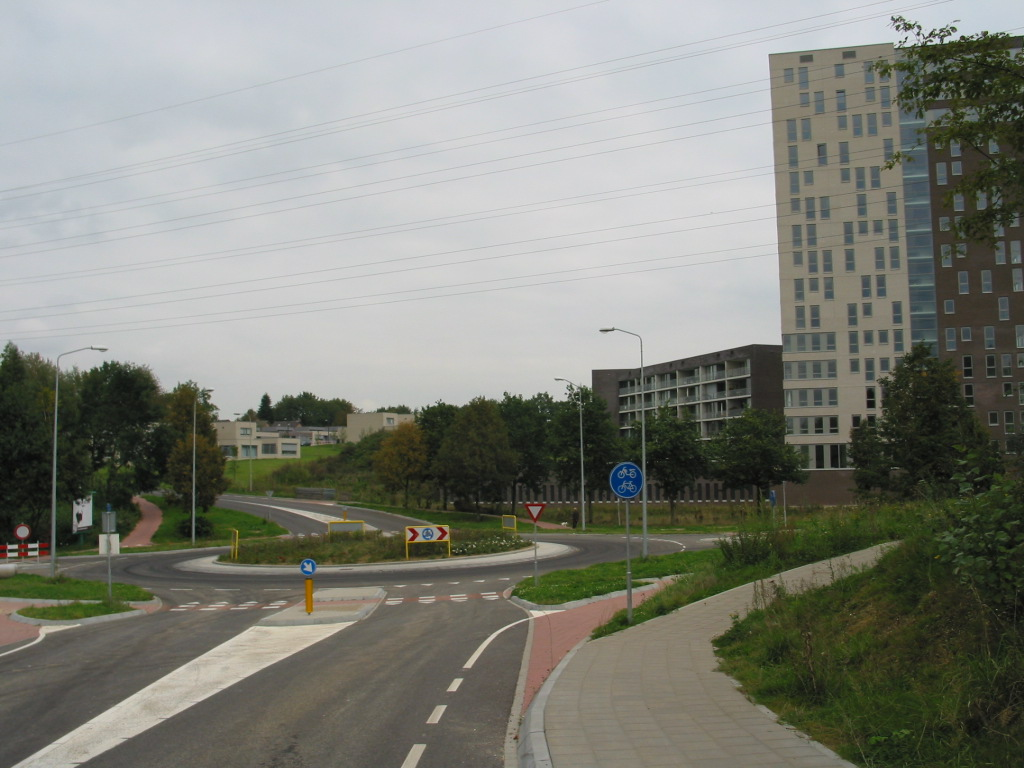
Die Verkehrsinfrastruktur Landgraafs wird stetig verbessert, hier ein neu angelegter Kreisverkehr, Teil der neuen Umgehungsstraße bei Schaesberg

Landgraaf liegt nördlich von Kerkrade, östlich von Heerlen und südöstlich von Brunssum an der deutschen Grenze zu Übach-Palenberg und Geilenkirchen (Ortsteil Teveren) und ist etwa 20 km von Aachen entfernt. Der Ortsteil Rimburg liegt an der Wurm, die von Herzogenrath bis hier Grenzfluss ist.
Landgraaf liegt im ehemaligen Limburger Revier (‚Kempens Bekken‘) und wurde durch den Steinkohlebergbau geprägt, obwohl sich lediglich ein Bergwerk im Ortsteil Schaesberg befand. So entstanden zahlreiche Bergarbeitersiedlungen und andere Siedlungen, die außer im neu errichteten Zentrum ganz wesentlich den Siedlungscharakter prägen.
In der ersten Hälfte des 20. Jahrhunderts wurde die Region um Kerkrade, Heerlen, Hoensbroek, Brunssum, Eygelshoven und Schaesberg zum Zentrum der niederländischen Steinkohlegewinnung. Die Region wurde auch „Oostelijke Mijnstreek“ genannt (daneben gab es auch einen „Westelijke Mijnstreek“, der von den Gemeinden Beek, Schinnen, Stein und der damals selbstständigen Gemeinde Geleen gebildet wurde).
Nach dem Zusammenbruch dieses Wirtschaftszweiges (Zechensterben) suchte und fand man andere Erwerbsquellen (Tourismus und Unterhaltung, Konsumgüterproduktion, Handel und Transport/Logistik).

## Verkehr

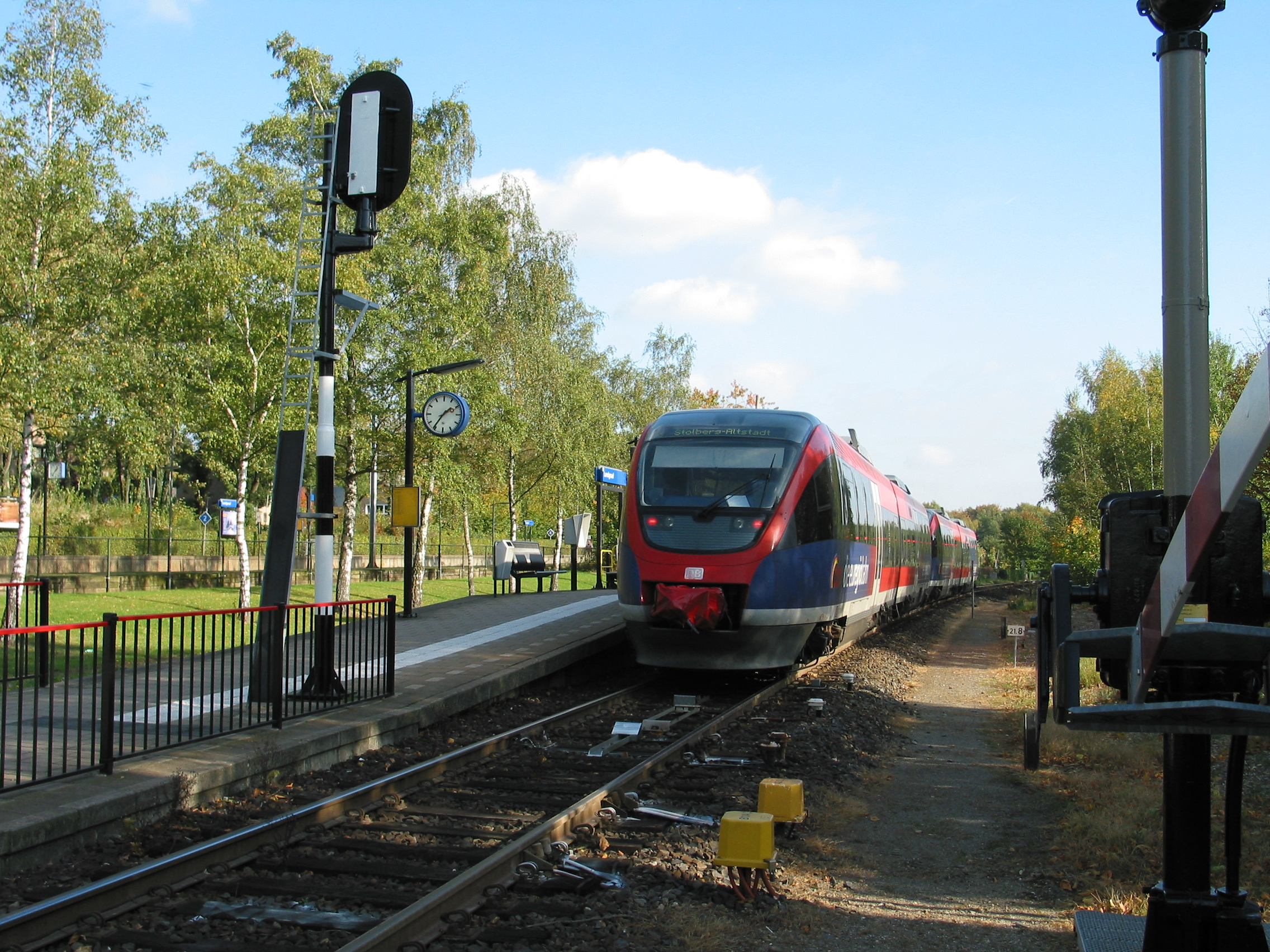
Die damals grenzüberschreitend zwischen Stolberg und Heerlen pendelnde Euregiobahn RB 20 fährt im Bahnhof Landgraaf ein

Die Gemeinde hat einen Bahnhof an der Bahnstrecke Sittard–Herzogenrath. Außerdem zweigt unmittelbar am Bahnhof die Bahnstrecke Schaesberg–Simpelveld nach Kerkrade ab.
| Linie | Verlauf | Takt                                      | Betreiber        |
| ----- | --- | ----------------------------------------- | ---------------- |
| RE 18 | LIMAX: Aachen Hbf – Aachen West – Herzogenrath – Eygelshoven Markt – Landgraaf – Heerlen – Valkenburg – Meerssen – Maastricht – Maastricht Randwyck – Eijsden – Visé – Bressoux – Liège-Guillemins Stand: Fahrplanwechsel Juni 2024 | 30 min 60 min Maastricht–Liège-Guillemins | Arriva Nederland |
| RS15  | Arriva Stoptrein: Kerkrade Centrum – Chevremont – Eygelshoven – Landgraaf – Heerlen – Hoensbroek – Nuth – Schinnen – Spaubeek – Geleen Oost – Sittard                                                                               | 30 min                                    | Arriva Nederland |

An manchen Sommerwochenenden kann man mit der historischen Dampfeisenbahn der Zuid-Limburgse Stoomtrein Maatschappij, beheimatet in Simpelveld, zwischen Simpelveld, Kerkrade und gelegentlich über Landgraaf bis Heerlen an Ausflugsfahrten teilnehmen.
Das Straßennetz wurde im Zuge der Zusammenlegung und regionaler Infrastrukturprojekte ausgebaut und modernen Anforderungen angepasst. Eine direkte Autobahnanbindung besitzt Landgraaf nicht. Allerdings können über Heerlen die Verbindungen nach Antwerpen und Maastricht sowie in Richtung Roermond, Eindhoven und die übrigen Niederlande erreicht werden. An das niederländische und deutsche Autobahnnetz erhält man Anschluss über die N300.

## Sehenswürdigkeiten

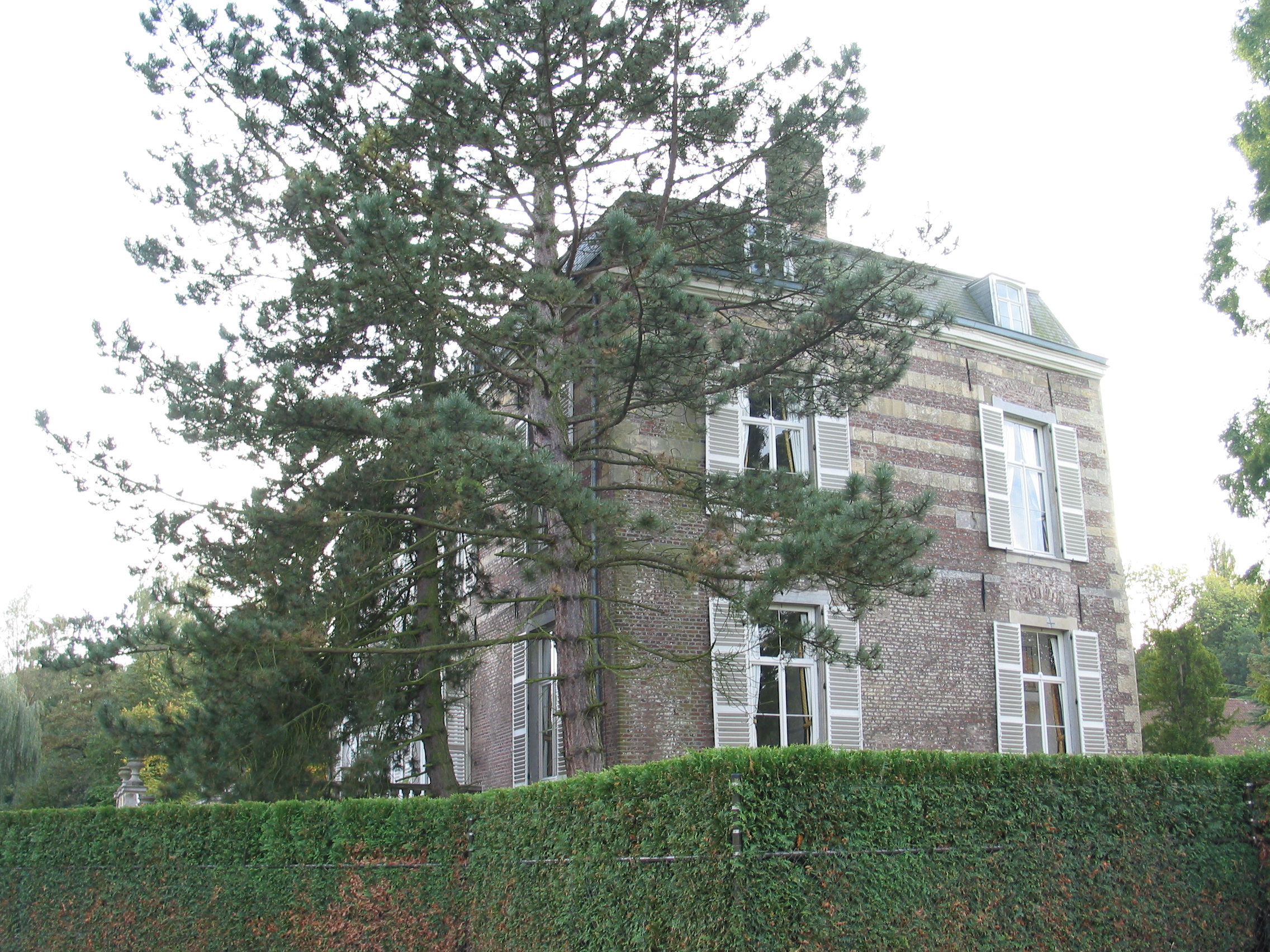
Kasteel Strijthagen, heute als Museum und Veranstaltungsort in den Themenpark Mondo Verde integriert

Touristisch bedeutend sind das Mondo Verde (ein Garten-Themenpark), „Megaland“ (mit Autokino, Rennbahn, Konzertgelände u. v. m.), wo alljährlich zu Pfingsten das „Pinkpop“ Open-Air-Festival stattfindet, sowie „Snowworld“ (einem Indoor-Skizentrum). Diese überdachte alpine Skihalle wurde auf einer Bergehalde errichtet. Sogar Wettkämpfe des FIS-Ski- bzw. Snowboard-Weltcups wurden bereits dort bestritten (vor allem Parallelslalom).
Rund um das Kasteel Strijthagen (1674 erbaut, jetzt Veranstaltungsort und Museum, während der Ausstellungen z. T. zu besichtigen) wurde ein 25 Hektar großer Park errichtet. Darin sind Gärten und kleine Gebäude aus aller Welt zu sehen. Dieser reizend am Hang einer ehemaligen Bergehalde gelegene Park heißt Mondo Verde (im Deutschen auch Monde Verde geschrieben). Es gibt hier auch einige Restaurants. Der Park wurde 2004/2005 als herausragend in die Straße der Gartenkunst zwischen Rhein und Maas aufgenommen. Im Herbst 2006 musste der privat betriebene Park wegen zu geringer Besucherzahlen Insolvenz anmelden, konnte allerdings am 1. April 2007 wieder eröffnet werden.

## Politik

### Sitzverteilung im Gemeinderat
Aufgrund der rückläufigen Bevölkerungszahl wurde die Anzahl der Ratssitze bei den Kommunalwahlen im Jahre 2006 um zwei verringert und beträgt seither 25. Der Gemeinderat wird seit der Gemeindegründung folgendermaßen gebildet:
| Partei                        | Sitze a | Sitze a | Sitze a | Sitze a | Sitze a | Sitze a | Sitze a | Sitze a | Sitze a | Sitze a | Sitze a |
| Partei                        | 1981    | 1986    | 1990    | 1994    | 1998    | 2002    | 2006    | 2010    | 2014    | 2018    | 2022    |
| ----------------------------- | ------- | ------- | ------- | ------- | ------- | ------- | ------- | ------- | ------- | ------- | ------- |
| GBBL Ubach over Worms b c     | 3       | 2       | 3       | 5       | 7       | 4       | 6       | 6       | 5       | 5       | 4       |
| GBBL Schaesberg d             | 5       | 5       | 5       | 3       | 1       | 2       | 2       | 3       | 3       | 4       | 4       |
| CDA e                         | 9       | 7       | 6       | 4       | 5       | 7       | 4       | 3       | 3       | 3       | 4       |
| GBBL Nieuwenhagen f           | 3       | 2       | 2       | 2       | 1       | 2       | 1       | 3       | 3       | 4       | 3       |
| PVV                           | –       | –       | –       | –       | –       | –       | –       | –       | –       | –       | 3       |
| Ouderen Partij Landgraaf      | –       | –       | –       | –       | –       | –       | –       | –       | –       | 2       | 2       |
| SP                            | –       | 0       | –       | 2       | 1       | 2       | 2       | 2       | 4       | 2       | 2       |
| VVD                           | 1       | 1       | 1       | 1       | 2       | 2       | 2       | 1       | 1       | 1       | 1       |
| PvdA                          | 2       | 5       | 4       | 3       | 3       | 2       | 6       | 5       | 4       | 2       | 1       |
| GroenLinks                    | –       | –       | –       | –       | –       | 1       | 1       | 1       | 1       | 1       | 1       |
| Lijst Wiel Heinrichs          | –       | –       | –       | –       | –       | –       | –       | –       | –       | 1       | –       |
| D66                           | 1       | –       | –       | 3       | 2       | 2       | –       | –       | –       | 0       | –       |
| Ouderen Politiek Actief       | –       | –       | –       | –       | –       | –       | –       | –       | 1       | –       | –       |
| TROTS                         | –       | –       | –       | –       | –       | –       | –       | 1       | –       | –       | –       |
| Progressief Landgraaf e       | –       | –       | –       | –       | 2       | 1       | 1       | –       | –       | –       | –       |
| Vrouwenappèl Landgraaf        | –       | 3       | 2       | 2       | 2       | 2       | –       | –       | –       | –       | –       |
| Leefbaar Abdissenbosch 2000 c | –       | –       | 1       | 1       | 1       | –       | –       | –       | –       | –       | –       |
| Lijst Rutjens                 | –       | –       | 1       | 1       | –       | –       | –       | –       | –       | –       | –       |
| Nieuw Landgraaf               | –       | –       | 1       | –       | –       | –       | –       | –       | –       | –       | –       |
| Lijst Beckers/Terpstra        | –       | 1       | 1       | –       | –       | –       | –       | –       | –       | –       | –       |
| Sociaal Democraten            | –       | 1       | –       | –       | –       | –       | –       | –       | –       | –       | –       |
| Lijst Wils                    | 1       | –       | –       | –       | –       | –       | –       | –       | –       | –       | –       |
| Gesamt                        | 25      | 27      | 27      | 27      | 27      | 27      | 25      | 25      | 25      | 25      | 25      |

Anmerkungen

### Kollegium von Bürgermeister und Beigeordneten
Die Beigeordneten werden im Zeitraum von 2018 bis 2022 von den Koalitionsparteien CDA und Gezamenlijke Burger Belangen Landgraaf bereitgestellt. Jene wurden im Rahmen einer Gemeinderatssitzung am 15. Mai 2018 berufen. Folgende Personen gehören zum Kollegium:
| Funktion         | Name                       | Partei                                 | Anmerkung                         |
| ---------------- | -------------------------- | -------------------------------------- | --------------------------------- |
| Bürgermeister    | Richard de Boer            | VVD                                    | seit dem 23. November 2021 im Amt |
| Beigeordnete     | Freed Janssen              | Gezamenlijke Burger Belangen Landgraaf | —                                 |
| Beigeordnete     | Marlies Dreissen-Embrechts | CDA                                    | —                                 |
| Beigeordnete     | Christian Wilbach          | Gezamenlijke Burger Belangen Landgraaf | —                                 |
| Beigeordnete     | Alex Schiffelers           | Gezamenlijke Burger Belangen Landgraaf | —                                 |
| Beigeordnete     | Ramon Lucassen             | CDA                                    | —                                 |
| Gemeindesekretär | Hans Rijvers               | —                                      | seit September 2013 im Amt        |

## Sport
- KSV Simson Landgraaf (Ringen)
- RKVV Rimburg (Fußball)
- RKVV Waubach (Fußball – fusioniert mit RKVV Waubachse Boys)
- RKVV Waubachse Boys (Fußball – fusioniert mit RKVV Waubach)
- UOW 02 (aus Fusion der RKVV Waubach und RKVV Waubachse Boys hervorgegangen)
- VV Schaesberg (Fußball)
- VVV Schaesberg (Frauenfußball)
- RKSV Sylvia (Fußball)
- SV Nieuwenhagen (Fußball)
- PHDES Landgraaf (Turnen, Gymnastik)
- VCL Landgraaf (Volleyball)
- BC Trilan (Badminton)
- NIMO Landgraaf (Schwimmsport)
- GV Olympia (Turnen, Gymnastik)
- Mountainbikeclub Discovery (Radsport)
- JBC Streepkruis (Boules)
- TTV Succes (Tischtennis)
- Shihi-Hai Limburg (Kampfsport: Aikido)
- Kan-Ku Landgraaf (Kampfsport: Karate)
- Landgraaf Alpine Club (Klettern, Wandern, Ski)
- HSV Strijthagen (Angelsport)
- HV BDC 90 Landgraaf (Handball)

## Persönlichkeiten
Nur wenige bekanntere Persönlichkeiten stammen und stammten aus Landgraaf bzw. lebten und wirkten einige Zeit hier.
Einer der wenigen, der Autor Frans Erens, ein Mitglied des der Autoren- und Künstlergruppe Beweging van Tachtig, beschreibt seine Jugend in Schaesberg (Landgraaf) im autobiographischen Roman Vervlogen jaren (veröffentlicht 1938).

“Op een afstand van ongeveer vijf minuten ten Noorden van ons huis liep de zoogenaamde Landgraaf, waarvan ik nog vele stukken heb gekend. Dit was een gracht, door menschenhanden gegraven, die diep en breed was. Het volk zeide, dat zij was gegraven door Napoleon. Men schreef den Keizer allerlei dingen toe, waarvan men den oorsprong niet kende, maar de Landgraaf was veel ouder dan de Napoleonstijd, die mijn grootouders zelf hadden meegemaakt. Naar mijne meening staat het vast, dat hij door de Romeinen is tot stand gebracht. Zou hij een restant zijn geweest van een Romeinsch legerkamp? De naam van de plaats, waar zij woonden, zou er aan doen denken, want ons huis werd “Huis de Kamp” genoemd. In den Landgraaf speelde ik vaak als kind. Ik vond het prettig daarin naar beneden te loopen en te rollen en dan weer op te klimmen langs den rand, waarop hier en daar boomen waren geplant.”

### Geboren in Landgraaf

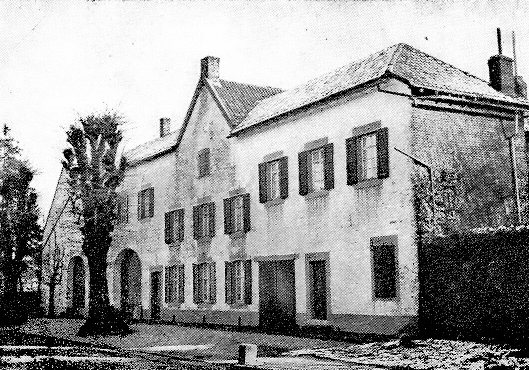
Huize De Kamp in Schaesberg, wo Frans Erens geboren wurde; an dieser Stelle befindet sich heute das Rathaus der Gemeinde Landgraaf

- Frans Erens (1857–1935), Dichter, Buchautor und Literaturkritiker
- Ger Lataster (1920–2012), Maler
- Piek Vossen (* 1960), Computer-Lexikograph und Hochschullehrer
- Minke Bisschops (* 2002), Sprinterin

### Gestorben in Landgraaf
- Aad de Haas (1920–1972), Maler und Graphiker, wohnte und arbeitete die letzten beiden Jahrzehnte vor seinem Tod auf Kasteel Strijthagen.